# Jelena Jelesina
Jelena Borisovna Jelesina (rusko Елена Борисовна Елесина), ruska atletinja, * 4. april 1970, Čeljabinsk, Sovjetska zveza.
Nastopila je na poletnih olimpijskih igrah leta 2000, kjer je osvojila naslov olimpijske prvakinje v skoku v višino. Na svetovnih prvenstvih je osvojila dve srebrni medalji, na svetovnih dvoranskih prvenstvih eno srebrno medaljo, na evropskih prvenstvih eno bronasto medaljo, na evropskih dvoranskih prvenstvih pa dve bronasti medalji. 